# 因诺特克奥秘
因诺特克奥秘（捷克語：Innotech Mystero）是一款由捷克因诺特克公司設計和生產的中置引擎超級跑車，1995年面世。